# Velluire
Velluire korábbi község Franciaország Loire mente régiójában, Vendée megyében. Lakosainak száma 717 fő (2018. január 1.). Velluire Le Poiré-sur-Velluire, Chaix, Le Gué-de-Velluire, Montreuil, La Taillée és Vix községekkel határos.
2019. január 1-jén Le Poiré-sur-Velluire korábbi községgel egyesült és az így létrejött Les Velluire-sur-Vendée új község része lett.

## Népesség
A település népessége az elmúlt években az alábbi módon változott:
| Lakosok száma | 623  | 684  | 721  | 717  | 717  |
|               | 2013 | 2015 | 2016 | 2017 | 2018 |